# Natalio Valdatta
Natalio Valdatta (fl. XX secolo) è stato un arbitro di calcio argentino.

## Carriera
Nella Primera División 1928 fu impiegato per la prima volta in un campionato di massima serie: diresse, il 9 settembre, la partita tra Estudiantes Buenos Aires e Talleres. Nel Concurso Estímulo 1929 scese in campo alla 1ª giornata, il 21 luglio, in occasione di Atlanta-Huracán, per il gruppo "Dispari". Nella Primera División 1930 esordì il 23 marzo, arbitrando Sportivo Barracas-San Lorenzo. Prese parte, poi, alla Primera División 1931, la prima edizione professionistica del campionato argentino, organizzata dalla Liga Argentina de Football. In tale competizione diresse per la prima volta il 18 ottobre 1931, al 21º turno, arbitrando Independiente-Lanús; assommò 14 presenze in campionato. Continuò l'attività a livello nazionale almeno fino al 1933.